# Grupo Katherine
El llamado «Grupo Katherine» es un conjunto de textos en inglés medio del siglo XIII,  compuestos por un autor anónimo de la región inglesa de los Midlands del Oeste.

## Contenido
El Grupo Katherine contiene cinco textos, todos ellos dirigidos a religiosas de clausura anacoretas:
- Hali Meiðhad (‘sagrada doncellez’), un opúsculo o sermón que alaba la virtud de la virginidad por encima del matrimonio mundano.
- Sawles Warde (‘refugio de las almas’), una homilía alegórica que parafrasea partes de la obra De anima, de Hugo de San Víctor.
- Seinte Juliene, hagiografía de Juliana de Nicomedia.
- Seinte Margarete, hagiografía de Margarita de Antioquía.
- Seinte Katherine, hagiografía de Catalina de Alejandría.

Los cinco textos se preservan juntos en el manuscrito «Bodley MS 34», en la Biblioteca Bodleiana. Salvo Hali Meiðhad, los otros cuatro están también en el «Royal 17 A XXVII». Además, «Cotton Titus D XVIII» contiene Sawles Warde, Seinte Katherine y Hali Meiðhad

## Estudio
El filólogo J. R. R. Tolkien estudió detenidamente este grupo de escritos, y publicó múltiples ensayos sobre ellos: «Holy Maidenhood» (1923), «Some Contributions to Middle-English Lexicography» y «The Devil's Coach Horses» (1925), «Ancrene Wisse and Hali Meiðhad» (1929) e «‘Iþþlen’ in Sawles Warde» (1947). Concluyó que entre estos escritos y otros se puede ver un lenguaje literario estándar (que llamó «lenguaje AB»), que  implica la existencia de una comunidad literaria que lo empleaba.